# Ajax den större

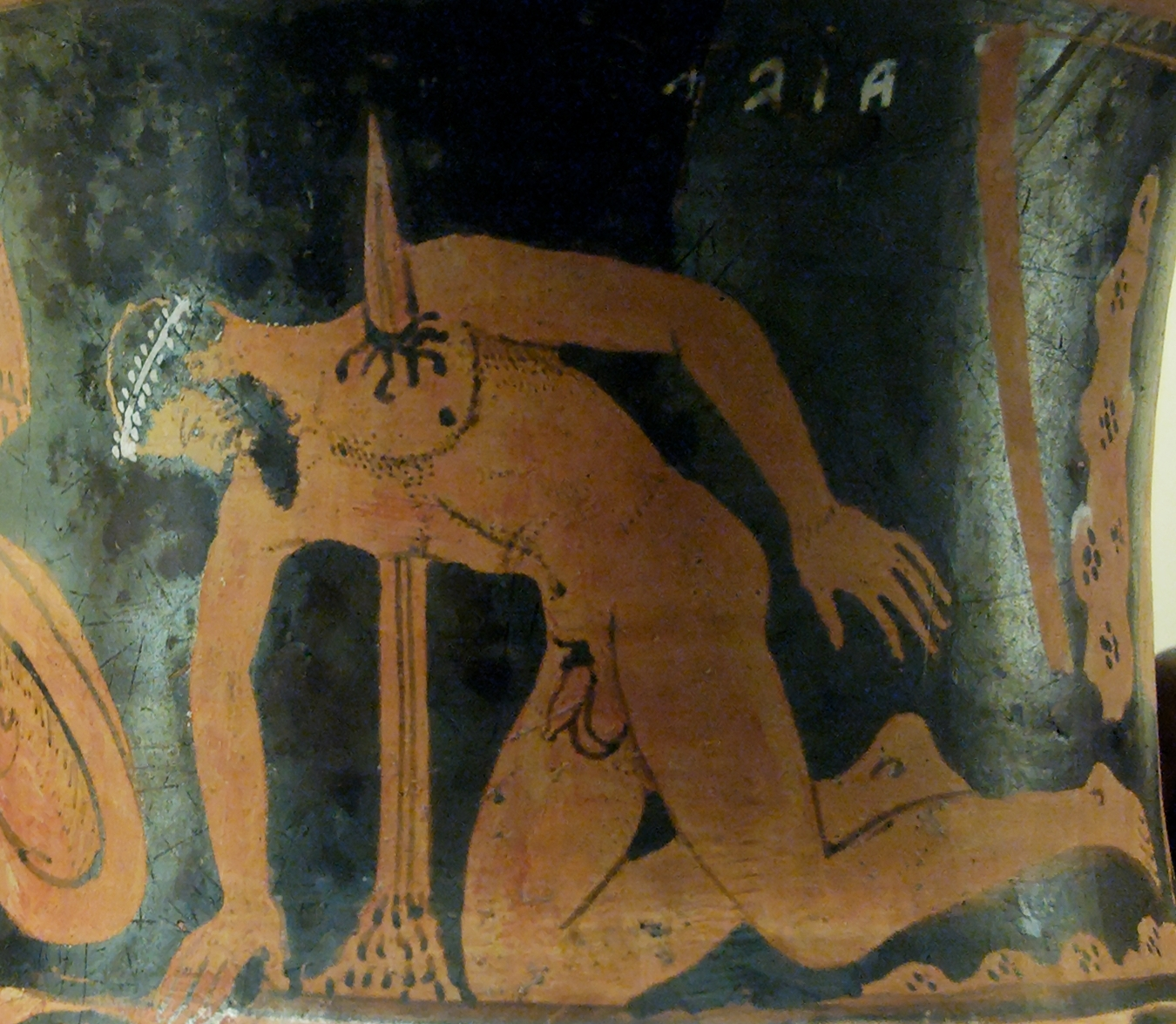
Ajax självmord. Etrurisk rödfigurig kalyxkrater, omkring 400–350 f.Kr.

Ajax eller Aias (grekiska Αἴας), (med epitetet den större för att skilja honom från Ajax den mindre) var en hjälte i Iliaden, kung av Salamis samt son till Telamon och Periboea. I etruskisk mytologi kallas han Aivas Tlamunus. 
Ajax misslyckades med att få överta Akilles rustning efter dennes död. När rustningen istället tilldelades Odysseus begick Ajax självmord i vredesmod.
I Sofokles drama Aias högg Ajax i vansinne eller raseri ned härens betande fårhjord i tron att det var fiender och berövade sig sedan livet genom att störta sig på sitt svärd.